# Běh o život
Běh o život, někdy uváděno jako Running Man (v anglickém originále The Running Man) je román amerického spisovatele Stephena Kinga, publikovaný pod pseudonymem Richard Bachman v roce 1982. Kniha vyšla česky poprvé v nakladatelství Laser v roce 1992. V roce 1987 byl podle románu natočen film Běžící muž.

## Děj
Děj románu se odehrává v Americe v roce 2025. Zemi ovládá totalitní režim Systém. Bohatí a zaměstnaní žijí v přepychových domech a dělají si, co chtějí. Ti, kteří nemohou sehnat práci, žijí ze dne na den v Družstevním městě. Mezi ně patří i osmadvacetiletý nezaměstnaný Ben Richards, který z práce v elektrárně odešel kvůli nevyhovujícím plášťům proti záření, nechtěl být totiž sterilní. Krátce po odchodu se mu s manželkou Sheilou narodila dcera Cathy, která právě prodělává zápal plic a rodina si nemůže dovolit léky. Ben se rozhodne k zoufalému činu. Systém do každé domácnosti instaloval televizi, kde hraje jediný kanál VéVé a na něm běží soutěže o peníze. V těchto soutěžích hrají lidé na dně společnosti o trochu peněz, často je to stojí zdraví či dokonce život.
Ben přes protesty manželky odchází do Paláce her a prochází zdravotními i inteligenčními testy, ty jej ohodnotí jako vysoce nebezpečného a inteligentního člověka, který je ohrožením stávajícího Systému a je třeba jej zlikvidovat. Je nasazen do soutěže Running Man, která je sice nejvýnosnější, ale také nejnebezpečnější. Soutěžící je vypuštěn na svobodu a dostane 12 hodin náskok, pak se za ním vrhnou Lovci, kteří ho mají zabít. Za každou hodinu a každého mrtvého policistu dostává zaplaceno. Každý den musí soutěžící odevzdat poštou dva desetiminutové klipy, aby dál dostával peníze, pokud je neodevzdá, peníze sice neproudí, ale Lovci jej honí dál. Pokud přežije třicet dnů (rekord je 8 dní), vyhraje miliardu dolarů.
Ben v Hardingu dostane od kamaráda falešné doklady a identitu a odletí do New Yorku, zde se však po pár dnech necítí v bezpečí. Proto autobusem odjíždí do Bostonu a ubytuje se v místní Ymce. Po týdnu uvidí na ulici podezřelé množství lidí, je obklíčen, prchá do sklepa, kde hotel podpálí a sám kanály prchá z místa činu. Narazí na malého černého chlapce Staceyho, který mu s bratrem Bradleym pomůže, odveze jej v kufru auta do Manchesteru, kde se Ben vydává za kněze. Bradley je velmi vzdělaný, ukradne kartu do knihovny, kam chudí nemají přístup a zjistí, že Systém lže o znečištění ovzduší, pro chudé lze koupit pouze nefunkční a předražené filtry a lidé kvůli stavu vzduchu umírají jako mouchy. Sám dokázal vymyslet nosní filtr za pouhých 6 dolarů. Kazety, na kterých se snaží lidem sdělit pravdu o ovzduší, posílá Bradleymu do Bostonu, protože má podezření, že jej podle nich našli. Po týdnu prchá za Bradleyho kamarádem Eltonem do Portlandu, zde ho udá Eltonova matka. Richards s Eltonem prchají, Elton je postřelen a ví, že zemře, proto je ochoten hrát roli volavky, a Richards se může ukrýt, je také postřelený. Za pomoci malého chlapce najde svůj další cíl - vzdálené letiště. Stopne si paničku vracející se z nákupů Amelii Williamsovou, ta k němu cítí odpor, používá ji jako rukojmí, aby mohl projet policejními zátarasy. Dojede na letiště, kde už na něj čekají Lovci s velitelem McConem. Vymyslí si, že má velmi účinnou výbušninu a donutí Amelii, aby jeho výmysl potvrdila. Ta k němu zahoří sympatiemi a přes tvrdé výslechy vede stále svou. Ben dostane letadlo s posádkou a nahoru si vezme McConea i Amelii. Překonal dosavadní rekord soutěže, vedoucí hry Dan Killian mu nabízí místo hlavního náhončího místo McConea, zároveň mu sděluje, že před deseti dny jeho dceru a manželku napadli neznámí lupiči a zabili je. Ben prozře, vše dělal zbytečně. Postřílí posádku i McConea, Amelii dá padák a sám letadlo stočí na Palác her a vletí přímo do kanceláře Dana Killiana.